# Kalkhorst
Kalkhorst település Németországban, Mecklenburg-Elő-Pomeránia tartományban. Lakosainak száma 1852 fő (2023. december 31.).

## Története
Kalkhorst az írott forrásokban elsőként 1222. július 8-án tűnik fel. 1230-ban Kalkhorst és Elmenhorst Ratzeburgi Püspökséghez tartozott.
A harmincéves háború alatt a svédek leégették Kalkhorstot.
1929 Kalkhorst megkapta az első elektromos csatlakozásokat, és befejeződött a Klütz felé vezető út.
A második világháború után a kastélyban tífuszbetegeket kezelték. 1999-ig a kastély szanatóriumként pszichiátriai betegeknek is szolgált.

## Településrészei
- Borkenhagen
- Brook
- Dönkendorf
- Elmenhorst
- Groß Schwansee
- Hohen Schönberg
- Kalkhorst
- Klein Pravtshagen
- Klein Schwansee
- Neuenhagen
- Warnkenhagen

## Népesség
A település népességének változása:
| Lakosok száma | 1746 | 1754 | 1812 | 1836 | 1852 |
|               | 2017 | 2019 | 2021 | 2022 | 2023 |

## Képek

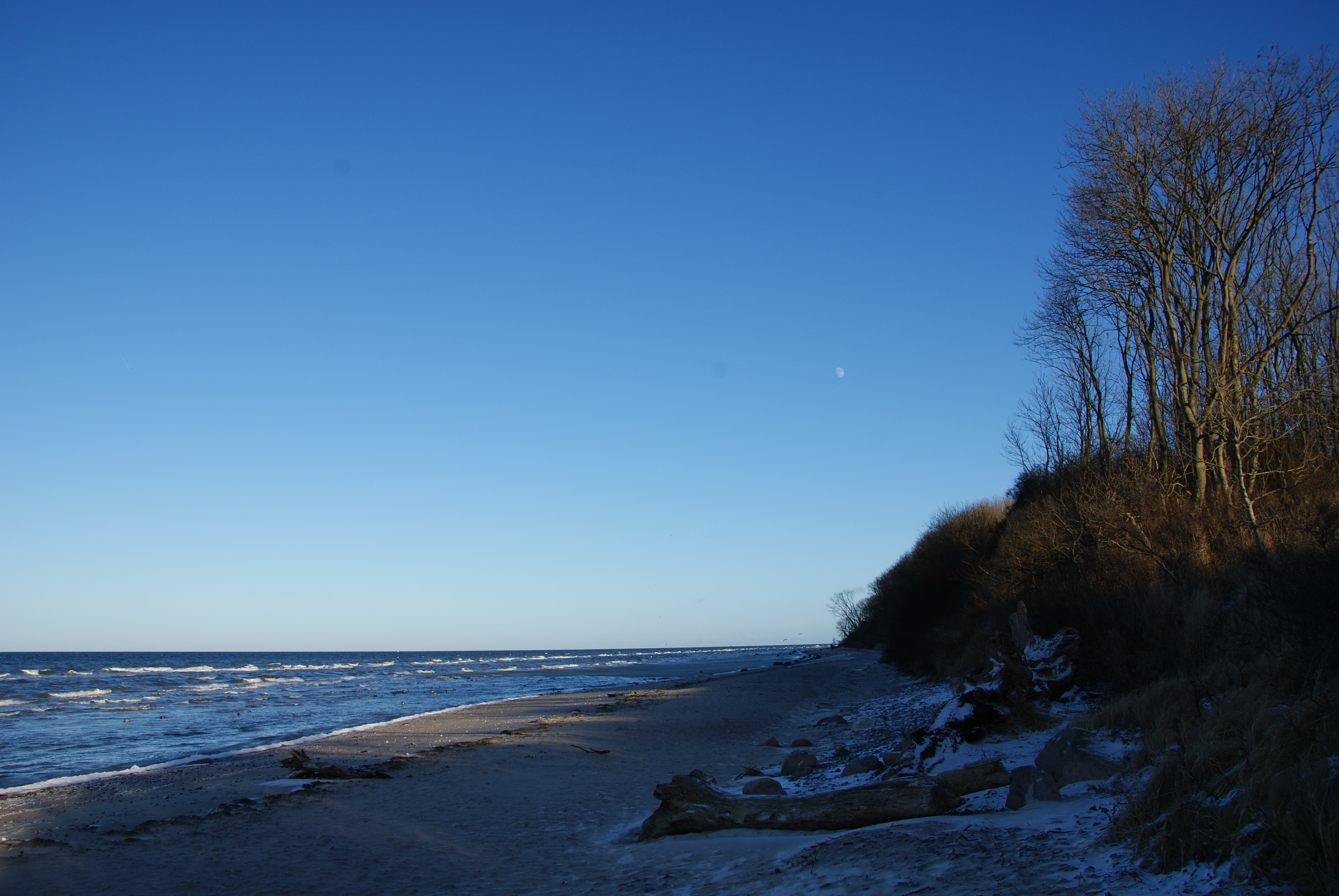
A booki tengerpart
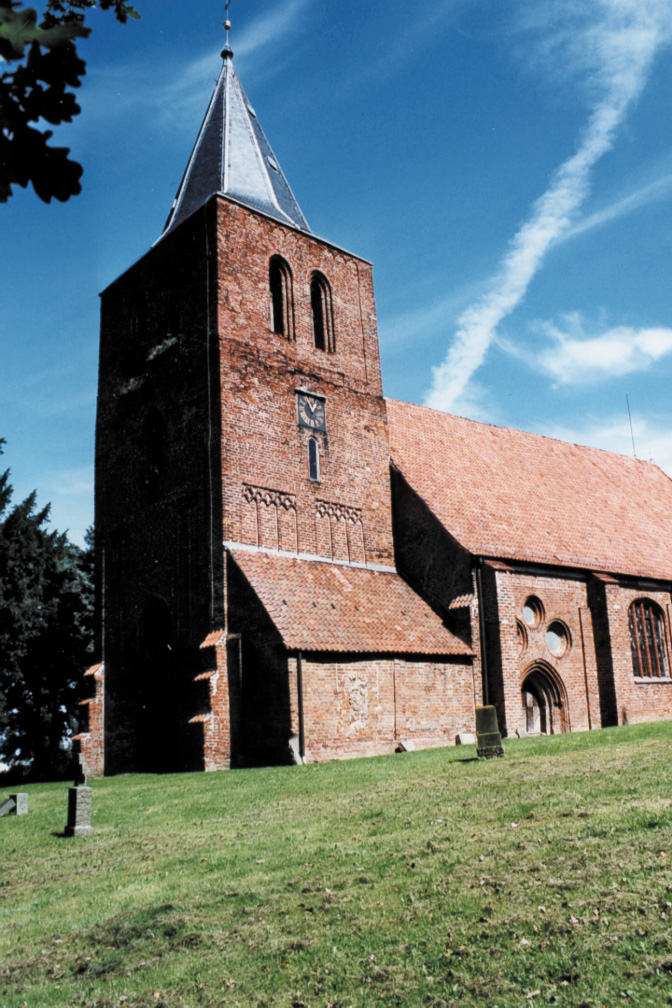
A kalkhorsti templom
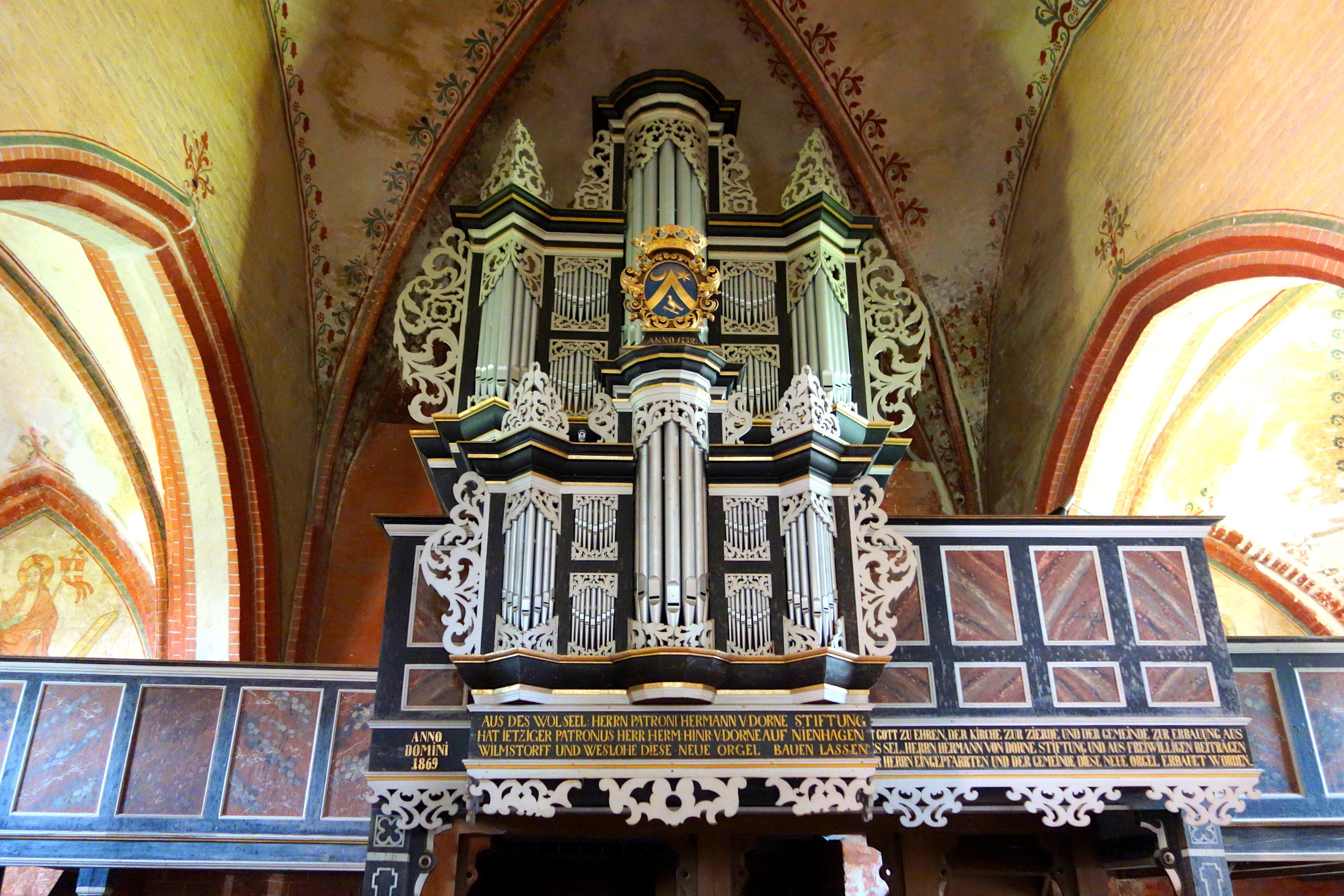
A kalkhorsti templomi orgona
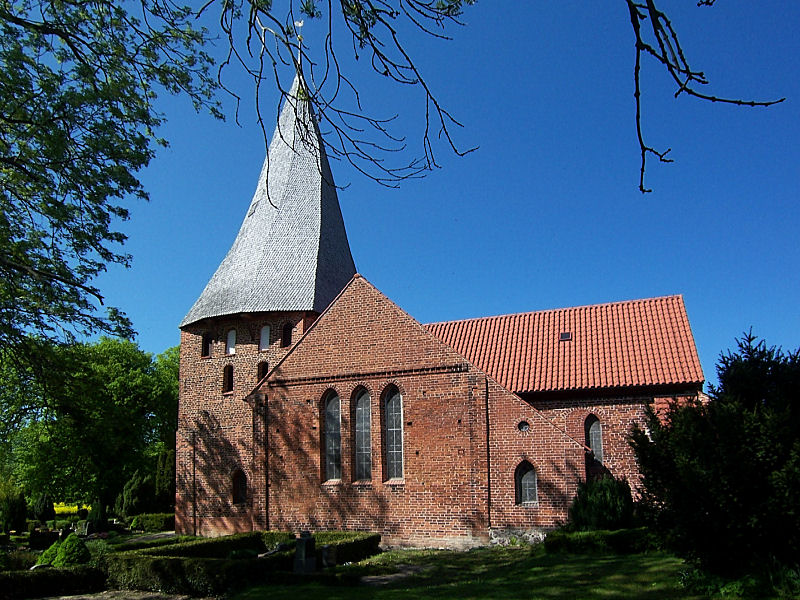
Az elmenhorsti templom
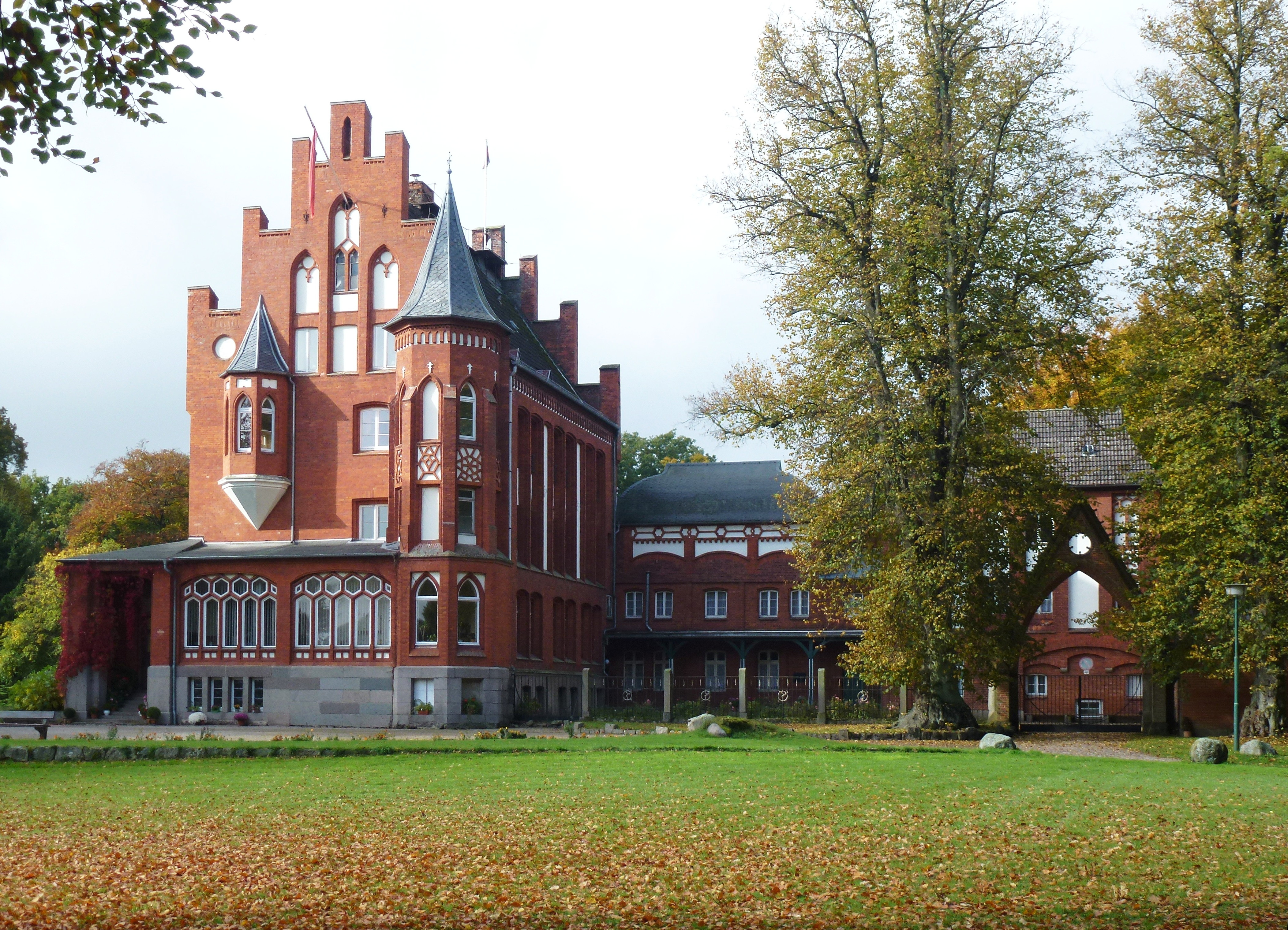
A kalkhorsti kastély
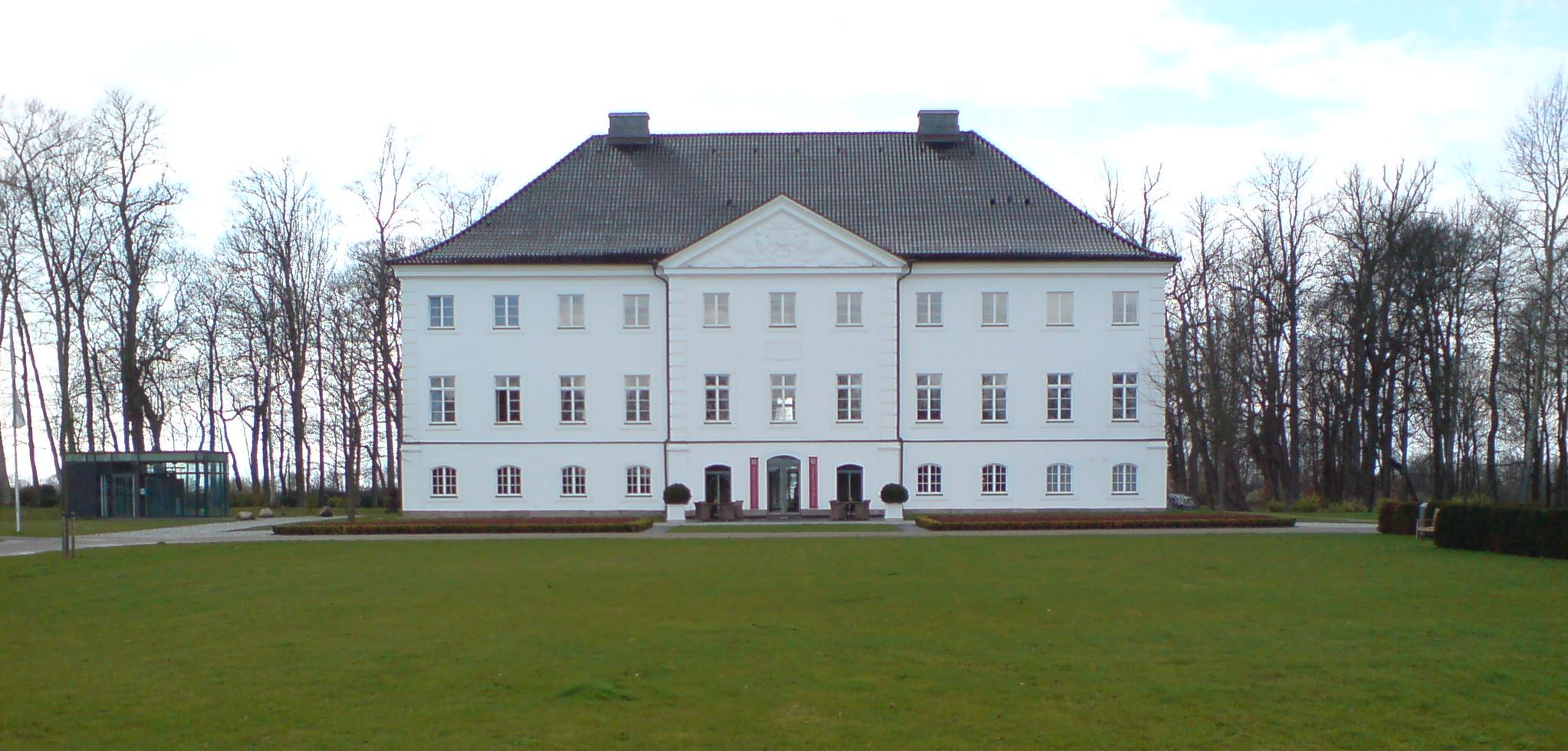
A kastély Groß Schwanseeban
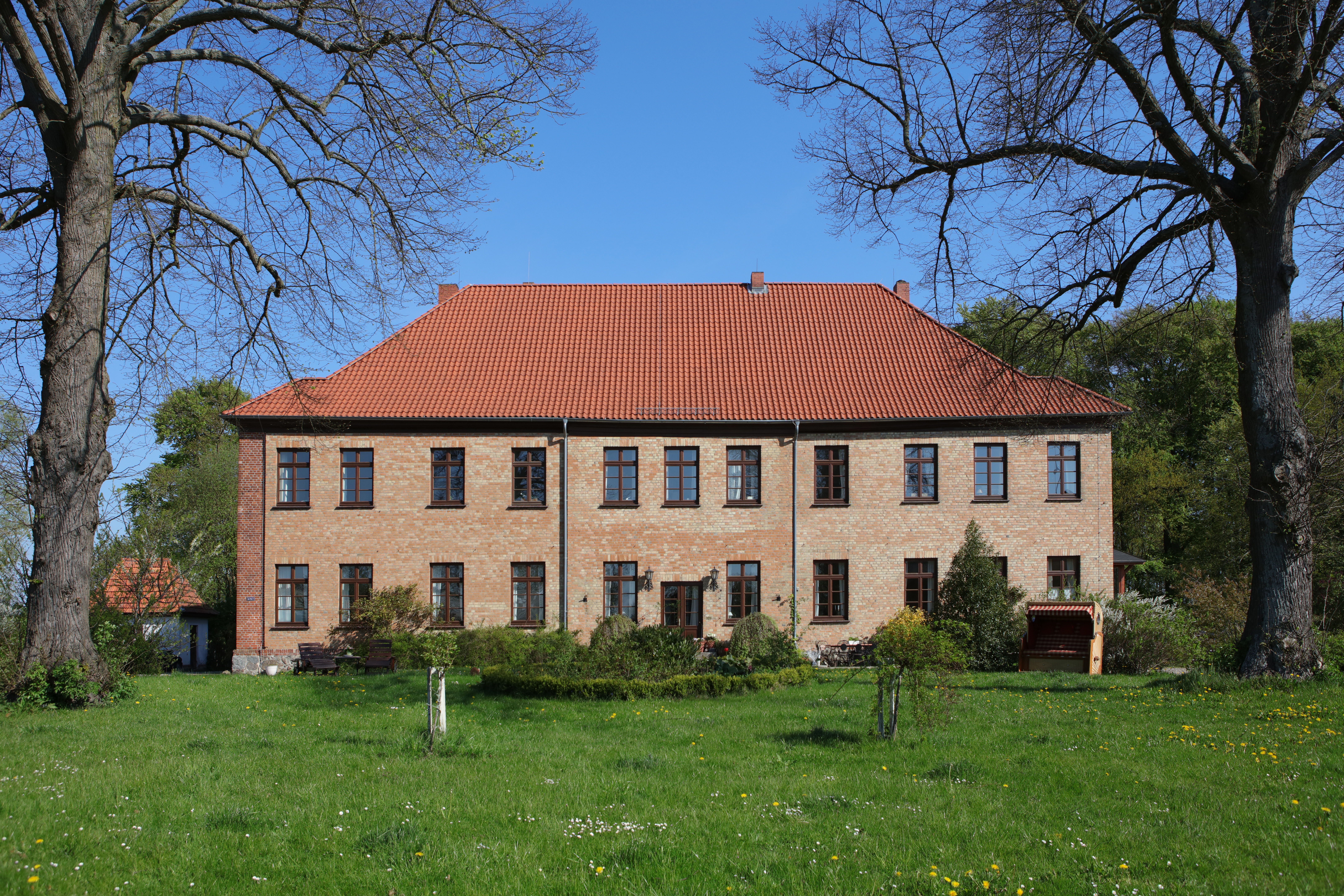
A kastély Neuenhagenban 2016-ban